# Miltiadis Tentoglou
Miltiadis Tentoglou (grec: Μιλτιάδης Τεντόγλου)  (Tessalònica, Grècia, 18 de març de 1998) és un atleta grec especialitzat en la prova de salt de llargada. Ha participat en 2 Olimpíades, guanyant la medalla d'or als Jocs Olímpics de Tòquio 2020. A més, ha guanyat 2 medalles (1 d'or) en els Campionats del Món i 2 medalles d'or en els Campionats d'Europa.

## Marques personals
| Disciplina                        | Marca    | Vent    | Seu       | Data               |
| --------------------------------- | -------- | ------- | --------- | ------------------ |
| Salt de llargada                  | 8.60m    | +0,7m/s | Atenes    | 26 de maig de 2021 |
| 100m llisos                       | 10.70s   | +1,9m/s | Argostoli | 15 de maig de 2021 |
| Triple salt                       | 15.61m   | +1,2m/s | Kastorià  | 23 d'abril de 2016 |
| Salt de llargada en pista coberta | 8.55m NR |         | Belgrad   | 18 de març de 2022 |

## Trajectòria professional
| Jocs Olímpics      | Jocs Olímpics  | Jocs Olímpics | Jocs Olímpics    |
| Any                | Seu            | Posició       | Prova            |
| ------------------ | -------------- | ------------- | ---------------- |
| 2016               | Rio de Janeiro | 27a posició   | Salt de llargada |
| 2020               | Tòquio         | 1             | Salt de llargada |
| Campionat del Món  |                |               |                  |
| 2017               | Londres        | 19a posició   | Salt de llargada |
| 2019               | Doha           | 10a posició   | Salt de llargada |
| 2022               | Eugene         | 2             | Salt de llargada |
| 2023               | Budapest       | 1             | Salt de llargada |
| Campionat d'Europa |                |               |                  |
| 2018               | Berlín         | 1             | Salt de llargada |
| 2022               | Múnic          | 1             | Salt de llargada |